# 1982年の航空
< 1982年
1981年の航空 - 1982年の航空 - 1983年の航空

## 航空に関する出来事

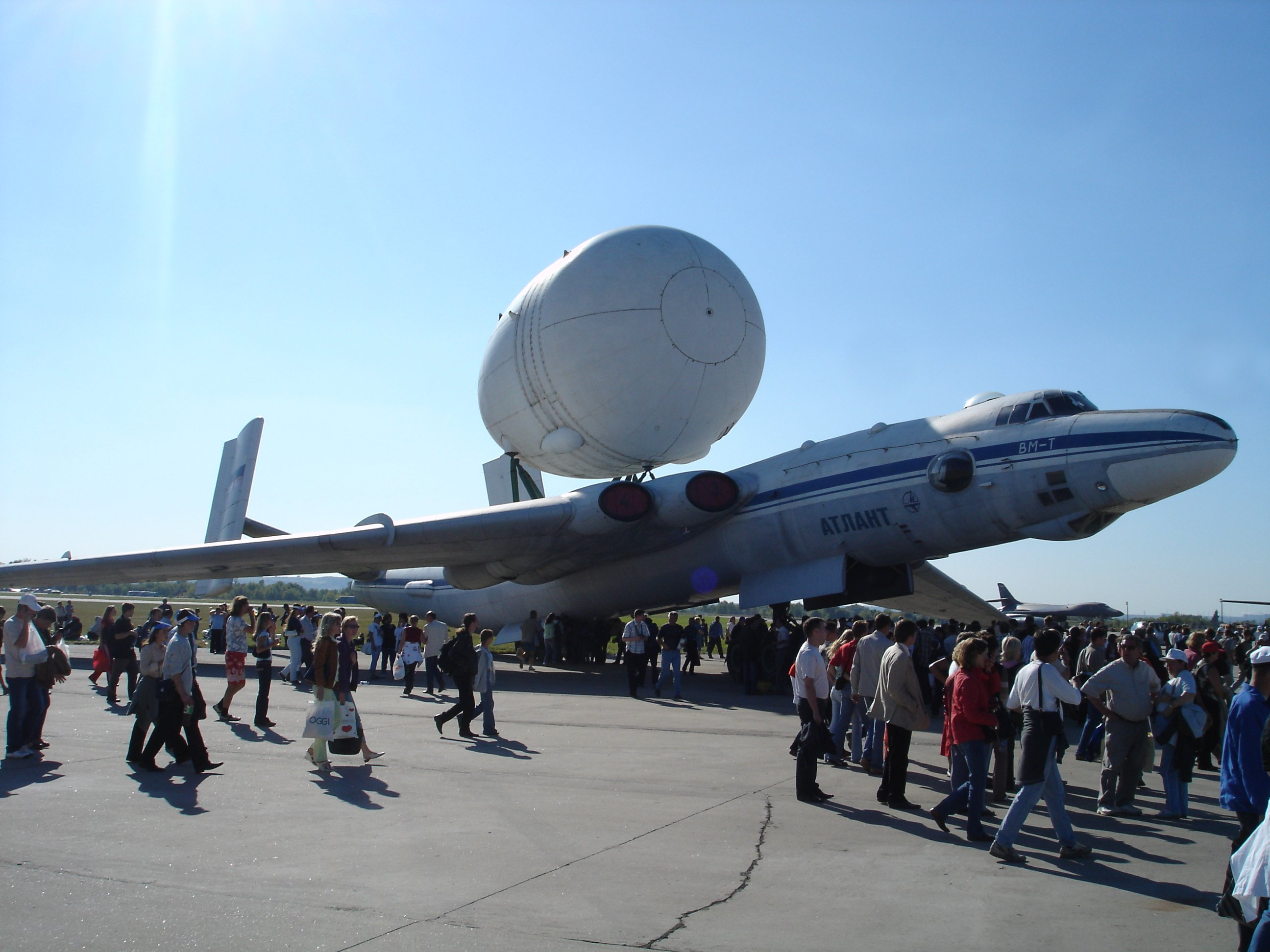
VM-T

- 1月6日 - ソ連のミャスィーシチェフ設計局によって戦略爆撃機M-4の機体構造を利用して製作された規格外貨物輸送機、VM-Tが初飛行した。
- 1月8日 - エアバス A300が、ワイドボディ旅客機として初めて、操縦士と副操縦士だけで飛行することが承認された。
- 1月27日 - セスナが、1,000機目のビジネスジェットを出荷した。
- 2月19日 - ボーイング757が初飛行した。
- 4月2日 - アルゼンチン軍とイギリスとの間で、フォークランド紛争が始まった。
- 4月3日 - エアバス A310が初飛行した。
- 4月5日 - イギリスの空母、ハーミーズとインヴィンシブルが、フォークランド諸島に送られた。
- 4月21日 - フォークランド島へのイギリス遠征軍の2機のウェストランド ウェセックスが悪天候のためのサウスジョージア島に墜落した。乗員は3機目のウェセックスによって回収された。
- 4月25日 - イギリス軍のヘリコプター、ウェストランド リンクスがサウスジョージア島近くで、アルゼンチンの潜水艦サンタフェを攻撃し、潜水艦を放棄させた。イギリス海兵隊がサウスジョージア島を奪い返した。
- 5月1日 - アセンション島から出撃したアブロ バルカンがのポートスタンリーを空襲した。(ブラック・バック作戦)
- 5月1日 - イギリス軍のシーハリアーが、AIM-9 サイドワインダーでアルゼンチン空軍のミラージュIIIEAを撃墜した。
- 5月4日 - ポートスタンリーを攻撃したイギリス軍のシーハリアーが、撃ち落された。

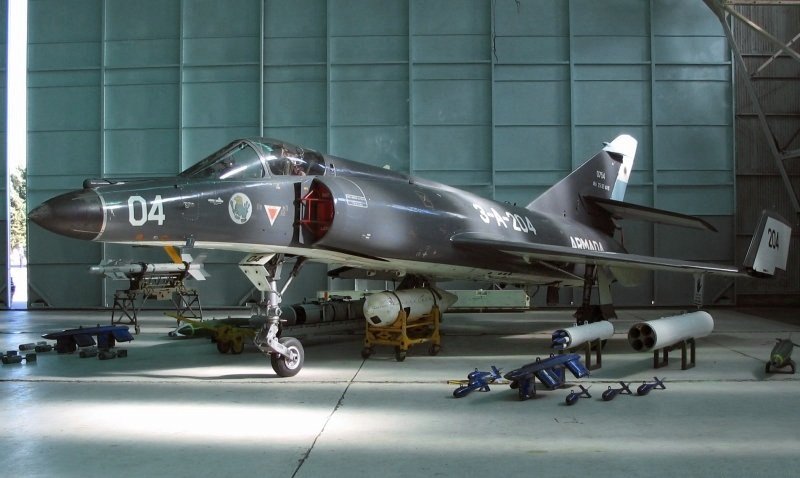
アルゼンチン海軍のシュペルエタンダール攻撃機

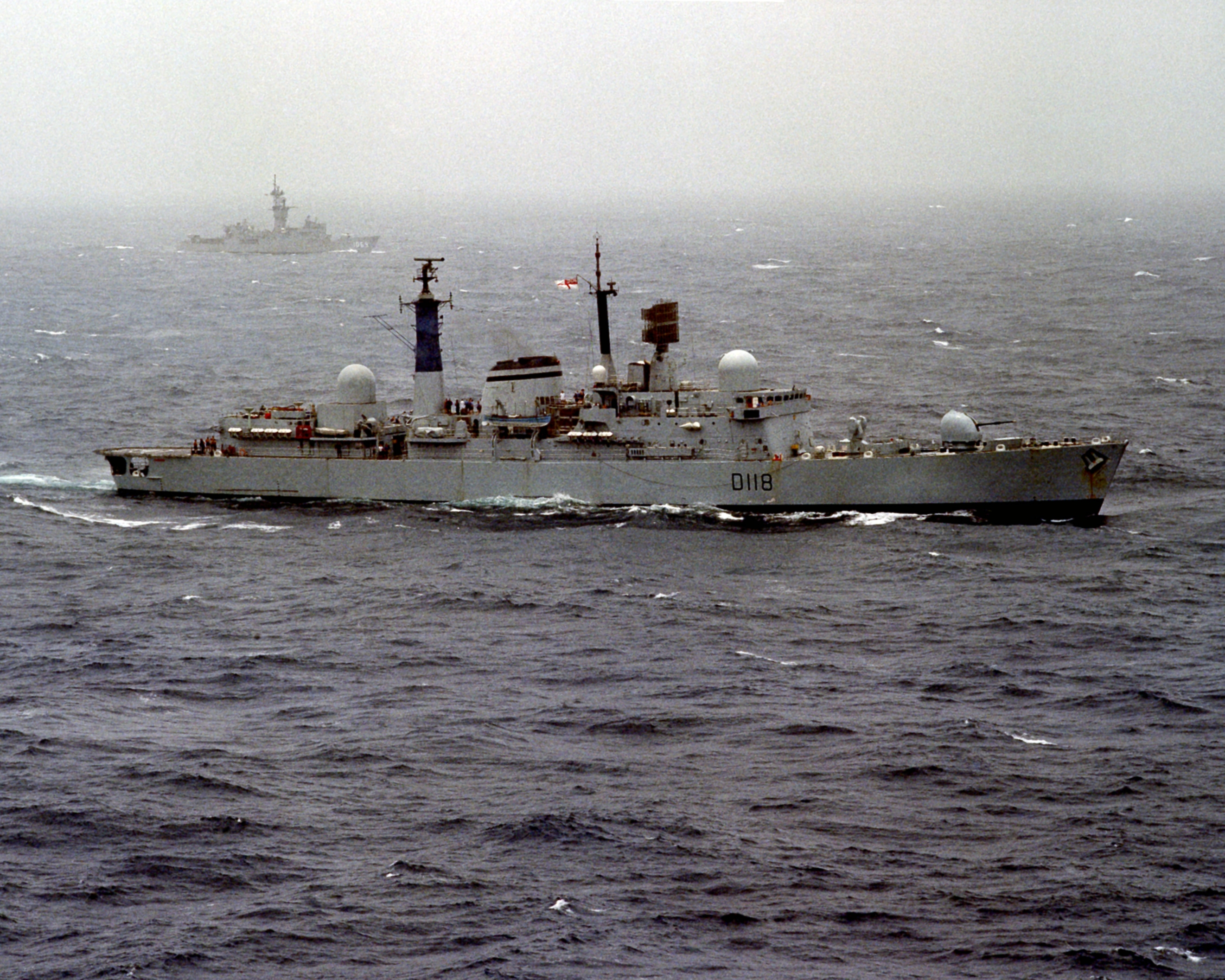
コヴェントリー

- 5月4日 - アルゼンチン空軍の攻撃機、シュペールエタンダールが、エグゾセミサイルでイギリス海軍の駆逐艦シェフィールドを撃沈した。
- 5月13日 - アナトリー・ベレゾボイらを乗せて、ソユーズT-5が打ち上げられ、宇宙ステーション、サリュート7号とドッキングした。
- 5月14日 - アルゼンチン空軍の3機のA-4スカイホークが、戦闘で失われた。
- 5月21日 - イギリス海軍のフリゲート艦アーデントが、アルゼンチン空軍の攻撃により沈められた。アルゼンチン空軍はその日9機を失った。
- 5月25日 - イギリス海軍の駆逐艦、コヴェントリーが、アルゼンチン空軍のスカイホークの攻撃により沈められた。
- 6月14日 - フォークランド紛争はアルゼンチン軍の降伏で終了した。フォークランド紛争でイギリス軍は34機の航空機を失い、アルゼンチン空軍の109機の航空機を破壊した。
- 6月24日 - インドネシア上空でブリティッシュ・エアウェイズ9便のボーイング747のエンジンに火山灰が詰まったことによって4基とも停止し、滑空状態となったが、再始動に成功し、ジャカルタへ緊急着陸した。（ブリティッシュ・エアウェイズ9便エンジン故障事故）
- 6月24日 - 初のフランス人宇宙飛行士ジャン＝ルー・クレティエンがソユーズT-6で宇宙飛行した。
- 8月23日 - アメリカ空軍にステルス機、ロッキード・マーチン F-117 ナイトホークが配属された。
- 8月30日 - ノースロップ  F-20タイガーシャークが初飛行した。
- 9月26日 - ユナイテッド航空が、ボーイング767-200の運航を開始した。
- 9月30日 - H Ross Perot Jr. とJ.W. Coburn がベル ロングレンジャー IIで29日3時間8分かけて、ヘリコプターによる最初の世界一周飛行を行った。
- 11月10日 - ソビエトの攻撃ヘリコプター、Mi-28が初飛行した。
- 11月11日 - スペースシャトル、コロンビアが人工衛星Anik C3を軌道に運んだ。
- 11月29日 - 日本の海上保安庁福岡航空基地所属のベル 212ヘリコプターが、悪天候下で長崎県の男女群島にある女島灯台に向けて交代要員を輸送中、男島山頂付近に墜落[1]。搭乗者9名中3名が死亡、6名が負傷した[1]。
- 12月26日 - ソビエトの輸送機、An-124が初飛行した。

## 1982年に初飛行した機体の画像

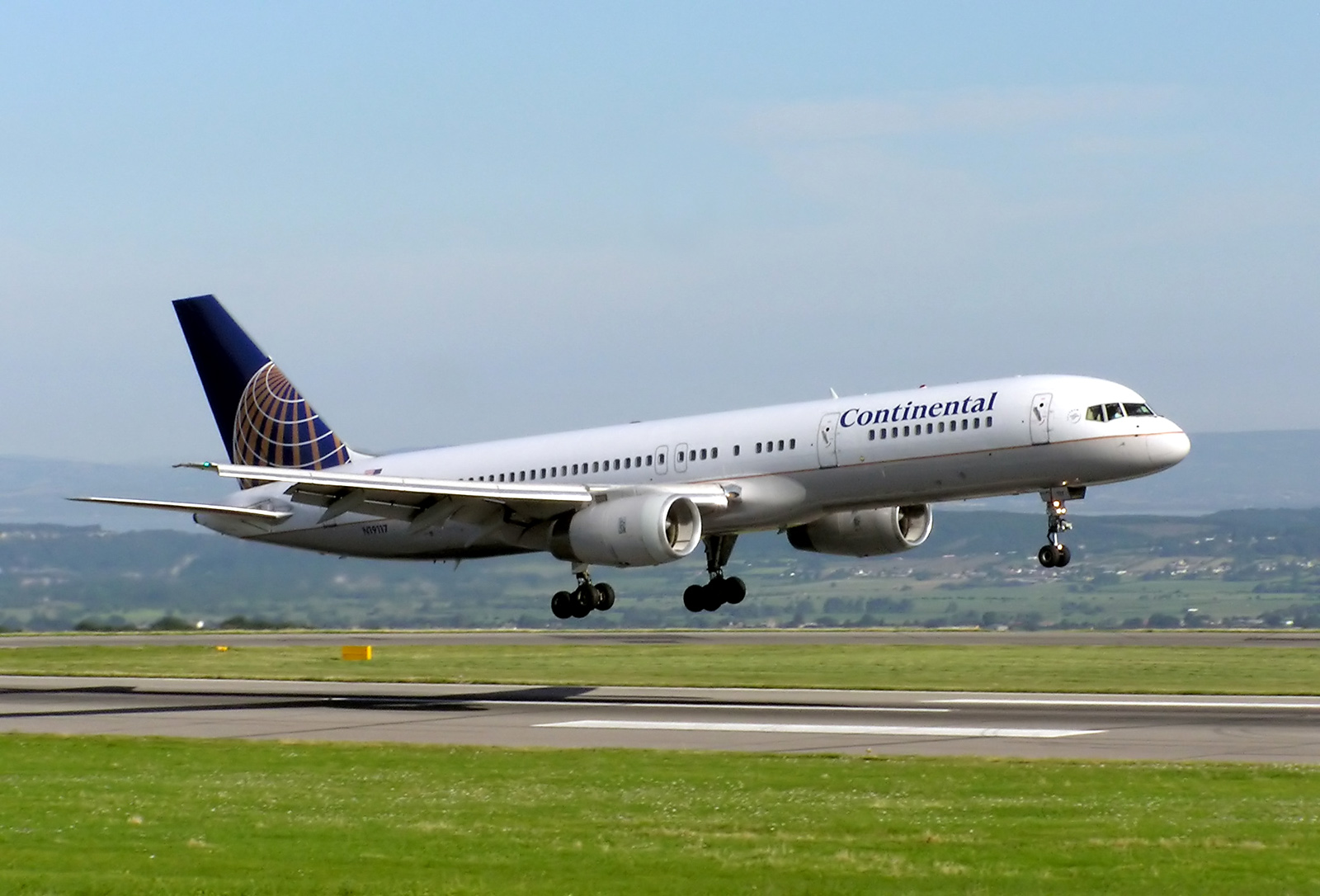
ボーイング757 （2月19日）
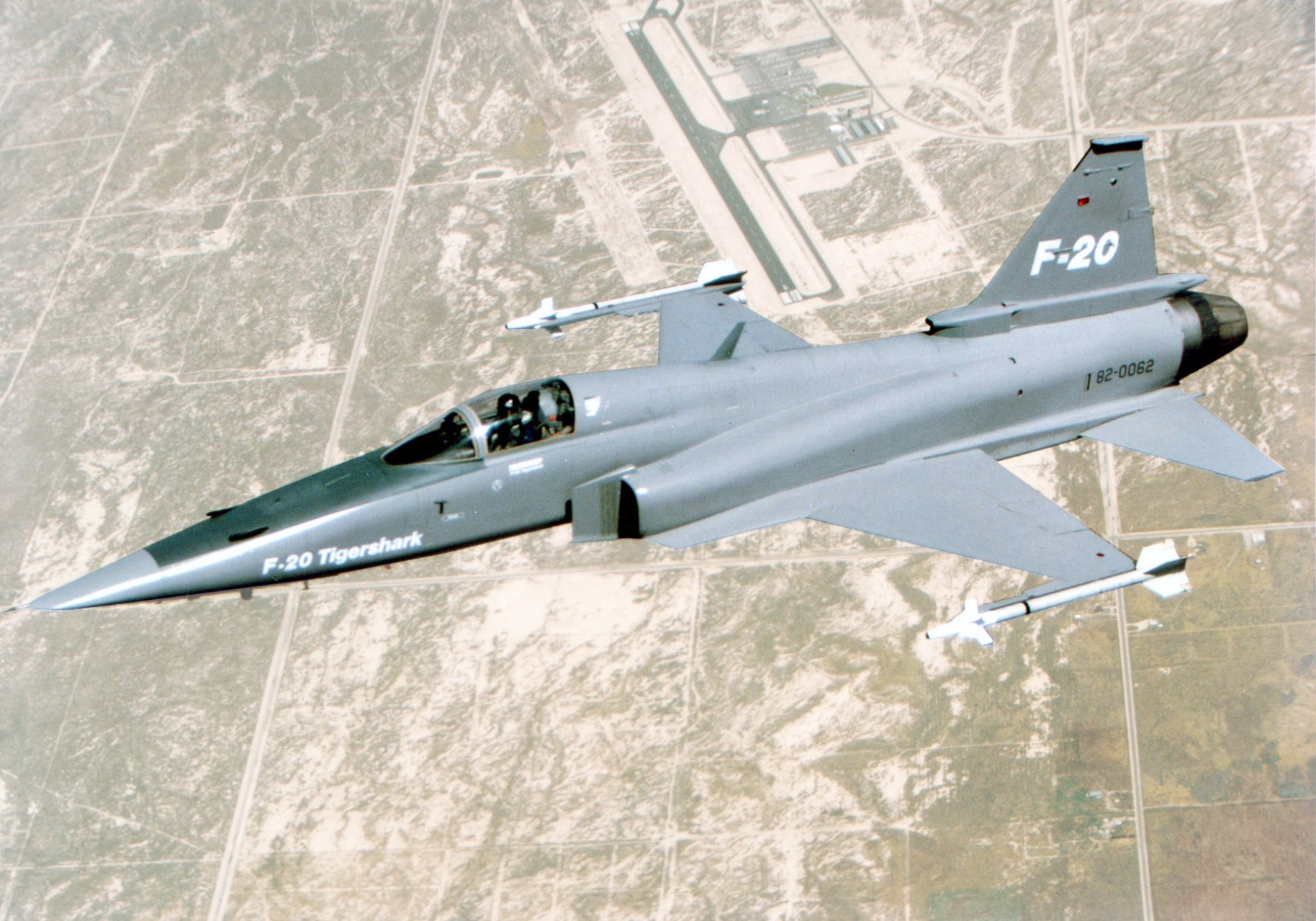
F-20 （8月30日）
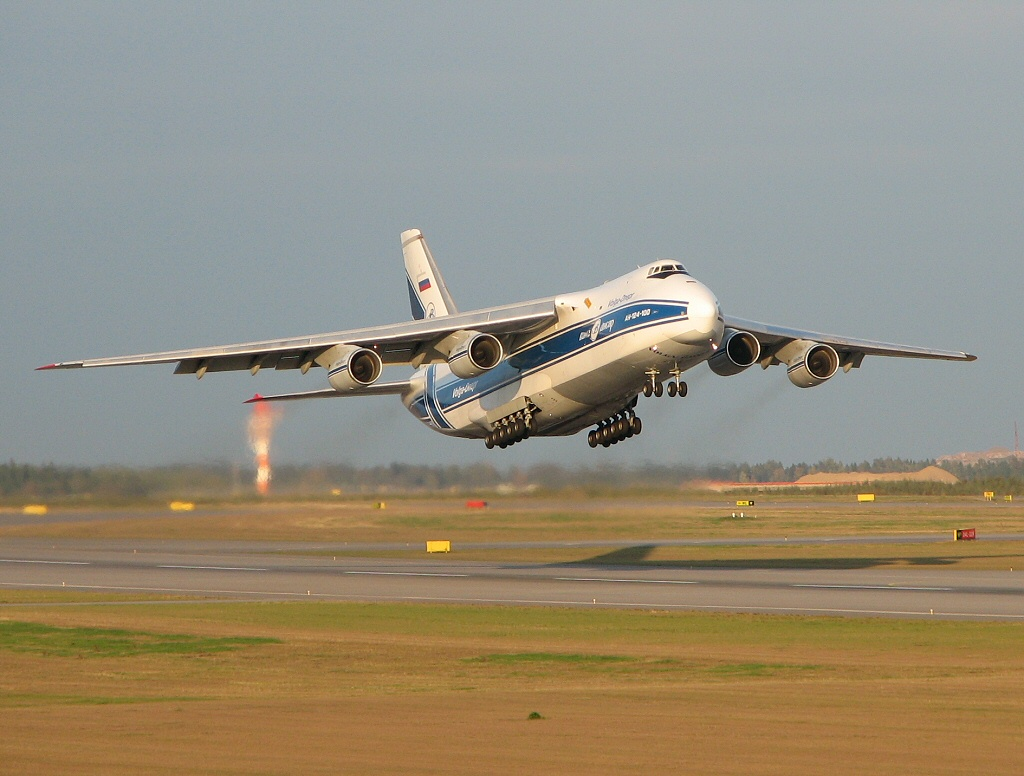
An-124 （12月26日）

## 航空に関する賞の受賞者
- ハーモン・トロフィー：ドーモン・キャノン
- デラボー賞： アナトリー・ベレゾボイ (USSR)、 ヴァンス・D・ブランド (USA)、 ジャック・ルーズマ(USA)、 ケン・マッティングリー(USA)
- FAI・ゴールド・エア・メダル：Paul H. Poberezny